# Pivovar Eggenberg
Pivovar Eggenberg byl poslední název areálu bývalého schwarzenberského knížecího pivovaru v Českém Krumlově v tzv. lokalitě Nové město, jež je dnes součástí historické čtvrti Latrán. Na počátku 20. století byl součástí soustavy Schwarzenberských pivovarů a ve 30. letech patřil mezi 100 největších distributorů piva v Československu. V roce 2014 byl pivovar uzavřen, technologie demontována a převezena do pivovaru Pardubice. Od roku 2016 funguje v jeho prostorách nový Historický pivovar, který je řazen mezi minipivovary.

## Název
Od konce 19. století až do II. světové války nesl pivovar jméno Schwarzenberský pivovar Český Krumlov. Po zestátnění nastupujícími komunisty a zrušení Městského pivovaru v ulici Hradební byl bývalý knížecí pivovar přejmenován na Pivovar Český Krumlov. Po pádu totality a zpětné privatizaci roku 1991 byl vybrán nový název Pivovar Eggenberg.

## Historie
Počátky vaření piva v Českém Krumlově sledujeme již od 13. století se vznikem sídla Pánů z Krumlova. Várečná práva pak jak Staré město tak i Latrán získaly o století později, přičemž právě tato práva působila dlouho složité rozepře mezi těmito tehdy dvěma samostatnými městy. Rozvoje však středověké pivovarnictví v Českém Krumlově dosahuje až v době vlády Vilém z Rožmberka v 16. století. Současný Pivovar Eggenberg je pokračovatelem tradice pivovarnictví výhradně panského, tedy rožmberského, eggenberského a konečně schwarzenberského a nikoliv městského. Měšťané vařili pivo ve svých pivovarech a sama obec vařila pivo v městském pivovaru v Široké ulici, kde je dnes stěžejní městské muzeum a galerie Egon Schiele Art Centrum. Mimo uvedené pivovary se ve městě nacházely i další církevní pivovary.

### Rožmberský zámecký pivovar
Od samého počátku až do 16. století bylo pivo pro panské účely vařeno v areálu Krumlovského zámku a to na IV. nádvoří. V době vlády Viléma z Rožmberka však původní pivovar svou kapacitou přestal vyhovovat a v roce 1561 byla započata stavba nového panského pivovaru na I. nádvoří. Na dostavbě dokončené roku 1579 se podílel i rožmberský regent Jakub Krčín z Jelčan. Roku 1600 představoval roční výnos ze starého pivovaru na IV. nádvoří 300 kop grošů, kdežto z nového na I. nádvoří až 3 300 kop.

### Eggenberský panský pivovar
Po vymření Rožmberků převzali jakožto vévodové krumlovští celé panství Eggenberkové. V průběhu několika století však spotřeba piva nadále rostla a bylo nutné po necelých 50 letech výrobu opět přesunout. Bylo rozhodnuto o definitivním přesunu vaření piva mimo zámecký areál a to do bývalého reprezentativního sídla Anny Rožmberské z Rogendorfu při čtvrti Latrán, jež se stalo základní budovou současného pivovaru Eggenberg.
Stavba základního křídla pozdějšího pivovaru byla zahájena již roku 1546 jakožto reprezentativního sídla Anny z Rogendorfu, vdovy po Joštovi III. z Rožmberka a matky rožmberských vladařů Viléma a Petra Voka z Rožmberka. Ta toto sídlo obklopené zahradami obývala až do své smrti roku 1562. Matčino vdovské sídlo nechal následně Petr Vok z Rožmberka kompletně přestavět roku 1592 na zbrojnici a právě tento objekt byl Eggenberky zvolen jako nový panský pivovar.
Přestavba sídla Anny z Rogendorfu na nový panský pivovar probíhala v letech 1625 až 1630. Zámecký pivovar na I. nádvoří byl zrušen a přestavěn na truhlárnu a byty řemeslníků. Výroba panského piva se tak zcela přesunula do nového eggenberského pivovaru na Latráni a v době vlády Jana Kristiána I. na počátku 18. století dosahovala ročně 7 400 hl, tedy více než všechny ostatní městské pivovary dohromady.

### Schwarzenberský knížecí pivovar
V roce 1719 po smrti Marie Arnoštky z Eggenbergu přešly všechny eggenberské jihočeské statky včetně Krumlovského vévodství do rukou Adama Františka ze Schwarzenbergu. Produkce v 18. století byla stabilní, přičemž postupně začala dominovat výroba ječného piva. Od roku 1788 se pak k výrobě místo krumlovského chmelu začalo užívat kvalitnějšího chmelu dováženého z knížecích chmelnic na severu Čech.

#### Modernizace
Významných změn dostál samotný výrobní proces především v 19. století spolu s postupnou reorganizací a modernizací průmyslu a hospodářství během tzv. Schwarzenberského ekonomického zázraku za vlády Jana Adolfa II. ze Schwarzenbergu a jeho syna Adolfa Josefa. Po zavedení metody spodního kvašení a vybudování nové kvasírny ve 30. letech 19. století byla roku 1852 provedena první velká rekonstrukce, při níž byla vystavěna nová sušírna anglické typu a zřízena nová varna. Roku 1869 byl pivovar zasažen těžkým požárem, ale již roku 1870 byl zcela obnoven. Byla vybudována nová sklepení spolu s vrchní lednicí.

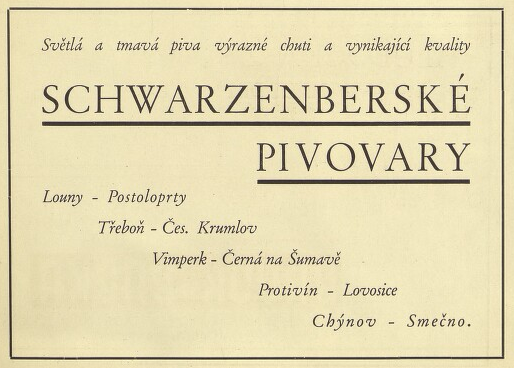
Reklama na Schwarzenberské pivovary

Nejpodstatnější změny však proběhly v 80. letech, kdy byl zahájen provoz na parní pohon, kompletně zmodernizováno vybavení, zdvojnásoben počet zaměstnanců a zvýšen výstav (výroba) o 10 000 hl celkem přesahující 30 000 hl.
Po vzniku Československé republiky se stal pivovar součástí soustavy Schwarzenberských pivovarů. Třebaže I. světová válka způsobila značný pokles výroby piva v Českém Krumlově, která již nedosahoval dřívějších výstavů, byl krumlovský knížecí pivovar i nadále modernizován. Ve 20. a 30. letech 20. století dispinoval podnik moderní varnou o 100 hl, kotelnou o 2 parních kotlech, strojovnou o 1 parním kotli, výkonným výtahem a drtičem na led, moderním sladovým zařízením a několika nákladními vozy.
Celkový výstav piva Schwarzenberských pivovarů v roce 1935 představoval 250 000 hl (3,9 % celé české produkce), přičemž podíl krumlovského pivovaru činil 17 019 hl.
Po období První republiky fungoval pivovar pod názvem Schwarzenberský pivovar Český Krumlov (německy Schlossbrauerei nebo Schwarzenberg'sche Brauerei Böhmisch Krumau), mezi místními byl znám nadále jako Zámecký pivovar, aby došlo k odlišení od Městského pivovaru (Široká ulice).

### II. světová válka a zestátnění
V roce 1938 byl Český Krumlov spolu s celým pohraničím obsazen Nacistickým Německem, čímž se struktura schwarzenberských podniků a tedy i pivovarů ocitla vedví, načež následovalo ochromení. Tehdejší majitel pivovaru a hlava rodu Schwarzenbergů, kníže a vévoda krumlovský JUDr. Adolf Schwarzenberg byl navíc již od 30. let veřejným odpůrcem nacismu vystupujícím na obranu Židů, svých českých zaměstnanců a Československé republiky. Po obsazení zbytku republiky v roce 1939 mu proto hrozilo zatčení a internace, pročež se rozhodl uprchnout do exilu.
Na příkaz Heinricha Himmlera byl následně zatčen jeho adoptivní syn a dočasný správce majetku JUDr. Jindřich Schwarzenberg a poslán do koncentračního tábora Buchenwald. Na celý majetek Schwarzenberské primogenitury byla následně uvalena nucená okupační správa včetně českokrumlovského pivovaru, která trvala až do osvobození roku 1945.
Ihned po ukončení okupace však byla na veškerý majetek JUDr. Schwarzenberga protiprávně uvalena československou vládou s již dominujícím vlivem komunistů další nucená správa. Přestože byl Adolf Schwarzenberg aktivním antifašistou a podporovatelem vlády Dr. Edvarda Beneše byl mu celý jeho majetek v rámci vize o lidově-demokratickém směřování Československa zestátněn roku 1947 protiústavním zákonem Lex Schwarzenberg.

### Komunismus
Roku 1950 se stal zestátněný pivovar součástí národního podniku Jihočeské pivovary založeného mimo jiné i na soustavě Schwarzenberských pivovarů. Po roce 1949, kdy byla ukončena činnost českokrumlovského Městského pivovaru, se stal zároveň jediným pivovarem ve městě.
Během 60., 70. a 80. let proběhlo několik modernizací vybavení spolu s modernizací filtračních a chladicích procesů. Byly zavedeny železobetonové kádě a moderní tanky i nová metoda čištění vody, což zajišťovalo postupné a stabilní navyšování výstavu, který před pádem komunismu dosahoval 100 000 hl ročně. Rokem 1983 byla ukončena vlastní produkce sladu.
Státní pivovar produkoval v průběhu let několik značek. Do 60. let postupně ustala výroba tmavého piva a stěžejními produkty byla světlá 10°, dále Zámecké (světlá 11°) a od roku 1979 i Šumavský ležák (světlá 12°).

### Privatizace
S návratem demokracie se stal pivovar součástí státního podniku Pivovary České Budějovice. Před privatizací činil v roce 1990 celkový výstav piva 133 699 hl ročně, přičemž 62 % představovalo pivo lahvové.
Třebaže byl v roce 1947 majetek JUDr. Adolfa Schwarzenberga zabaven v nesouladu s Československou ústavou[zdroj?] a platnost zákona Lex Schwarzenberg je v rozporu i se současnou ústavou České republiky,[zdroj?] nebyl majetek schwarzenberské primogenitury včetně krumlovského pivovaru navrácen po roce 1989 právoplatným dědicům.[zdroj?] Stejně jako u dalších původně schwarzenberských podniků bylo proto i v případě zámeckého pivovaru v Českém Krumlově přistoupeno k privatizaci.
7. září 1991 byl pivovar zprivatizován, František Mrázek v dražbě nabídl 75 milionů Kčs. V roce 1995 byl pivovar oceněn na 692,5 milionů korun a vložen do nově založené akciové společnosti Pivovar Eggenberg. Kromě předsedy Františka Mrázka a jeho manželky v představenstvu zasedl i Jiří Shrbený.
Za rok 2001 vykázala společnost Pivovar Egenberg provozní ztrátu 40 milionů korun při tržbách 46 milionů korun. Po povodni v srpnu 2002 získala od státu dotaci v řádu desítek milionů korun na odstranění následků povodní. V roce 2004 byl nemovitý majetek převeden na dceřinou společnost, ve které získala od dva roky později 99 % podíl akciová společnost TEMA.
16. května 2008 soudce Josef Šimek prohlásil konkurs na majetek akciové společnosti Pivovar Eggenberg, 21. května předseda krajského soudu Bohuslav Petr určil insolvenčním správcem Štěpána Bláhu.

## Pověsti

### Patron pivovaru
Skřítek Pivomílek z krumlovského pivovaru je velmi opatrný, tak byl spatřen pouze několikrát a krátce.            Jeho podoba je tedy známa jen dle vyprávění z dob minulých.
Brzy z jara v březnu roku 1830 vybíral bednářský mistr Bečka u břehu Vltavy dřevo, které bylo dovezeno voraři ze Šumavy na výroční sud pro knížete Felixe ze Schwarzenbergu k jeho 30. narozeninám. Najednou zpozoroval Pivomílka, jak pluje na ledové kře a vše živé od řeky odhání. Druhý den se strhla povodeň s ledovými krami jakou Krumlov dosud nezažil. Bylo zničeno dvacet domů, dva mosty a devět osob bohužel zahynulo. 
V roce 1869 věhlasný sládek Ječmínek na humnu připravoval slad a zřel skřítka u namáčecího štoku s obrázkem svatého Floriána hasícího oheň. Domníval se nejprve, že jde o přelud. Druhý den bohužel v pivovaru propukl veliký požár a polovina pivovaru lehla popelem. Až pozdě došlo nebohému sládkovi, že ho skřítek přišel varovat.
Za svítání na konci října roku 1918, se notně posilněni prémiovou dvanáctkou potáceli domů přes pivovarské nádvoří místní staří mládenci pekař Kvásek a lékař Fieber. Vášnivě řečnili celou noc na setkání strany mladočechů ve vlastenecké pivnici Slavoj. K jejich úžasu spatřili Pivomílka, jak z komína sladovny hlásá: „Kde jest pivovar, tam netřeba pekaře, lékaře a už vůbec ne císaře!“ V následujících dnech byl vyhlášen československý stát a císařské Rakousko-Uhersko definitivně padlo.
Skřítkovi se přisuzuje též několik podivuhodných událostí, které se v pivovaru udály. Představená abatyše Alžběta z Bamberku, podlehla v Krumlově kouzlu nakuřovaného tmavého ležáku. Ve chvíli kdy se vracela s kradenou holbou piva otvorem v kamenné zdi mezi pivovarem a klášterem klaristek, zeď se na ni náhle zřítila a jen ruka s holbou piva vykukovala ven.
Naplavený vznětlivý hostinský Pěnivec z podzámecké krčmy U Medvěda šidil hosty na míře. Za trest mu každou noc až do božího rána tucet žejdlíků u postele cinkal. Po žních tento nepoctivec raději z Krumlova zase zpátky do Prahy s hanbou utekl.
Hokynář Mazel z nedalekého Rožmberka se chystal své břečky jako pivo krumlovské na jarmarku prodávati, avšak po cestě mu samy od sebe všechny sudy do Vltavy naskákaly, jeden zachytili cisterciánští mniši dokonce až u kláštera ve Zlaté Koruně.
Skřítek Pivomílek spolu s patronem pivovarnictví svatým Václavem hlídá, aby krumlovské pivo bylo lahodné, vyvážené a s jiskrou. Také dohlíží na poctivost a fortel místních šenkýřů, hostinských, krčmářů a všech co s krumlovským pivem co do činění mají. Střeží též tajemný poklad ukrytý před cizáky, kteří se zde během mnoha let přehnali a škody na jméně i majetku pivovaru páchali.
Dej ti Bůh štěstí a zůstaň tu s námi navěky, Pivomílku!